# Equilibrio de manchas solares
En economía, se conoce como equilibrio de manchas solares (más frecuentemente por su nombre inglés, sunspot equilibrium) al alcanzado en aquellas situaciones en las que la economía puede llegar a distintos equilibrios, obteniéndose uno u otro por la mera coordinación de los agentes. El concepto fue ideado por David Cass y Karl Shell.

## Concepto
En una situación típica de Teoría de Juegos, dos o más equilibrios distintos pueden ser alcanzados igualmente. Es la acción de los agentes, que actúan simultáneamente en un sentido u otro, lo que determina el equilibrio.
Se les da el nombre de equilibrios de manchas solares porque suele ser una variable externa a la economía la que determina el equilibrio. Así, podríamos imaginar dos equilibrios, uno donde nadie cultiva en la sociedad y todos mueren de hambre, y otro donde todos plantan y la sociedad avanza. Ambas cosas pueden ocurrir. Depende de la coordinación de los agentes. Así, si estos son supersticiosos, pueden creer que cambios en las manchas solares harán que todos los demás no cultiven y mueran de hambre, por lo que no habrá a quién vender productos. Por ello, toda la sociedad se coordina para alcanzar el equilibrio negativo, aunque no haya ninguna razón intrínseca a la economía para que éste se alcance.
En economía, un equilibrio de manchas solares es un equilibrio económico en el que el resultado del mercado o la asignación de recursos varía de una manera no relacionada con los fundamentos económicos. En otras palabras, el resultado depende de una variable aleatoria "extrínseca", es decir, una influencia aleatoria que importa sólo porque la gente piensa que es importante.

### Origen de la terminología
Si bien el artículo de 1983 de Cass y Shell definió el término mancha solar en el contexto del equilibrio general, su uso del término mancha solar (un término usado originalmente en astronomía) alude al trabajo econométrico anterior de William Stanley Jevons, quien exploró la correlación entre el grado de actividad de las manchas solares y el precio del maíz. En el trabajo de Jevons, la incertidumbre sobre las manchas solares podría considerarse intrínseca, por ejemplo, si las manchas solares tienen algún efecto demostrable sobre la productividad agrícola, o alguna otra variable relevante. En la economía moderna, el término no indica ninguna relación con los fenómenos solares y, en cambio, se usa para describir variables aleatorias que no tienen impacto en las preferencias, asignaciones o tecnología de producción de un modelo de equilibrio general. La teoría moderna sugiere que tal variable no fundamental podría tener un efecto sobre los resultados de equilibrio si influye en las expectativas.
La posibilidad de equilibrios de manchas solares está asociada con la existencia de equilibrios múltiples en los modelos de equilibrio general. La formulación inicial de Cass y Shell se construyó en el contexto de un modelo de dos períodos en el que un grupo de personas intercambia contactos financieros en el período 1 que depende de la realización de una variable aleatoria en el período 2. Demostraron que, si algunas personas no pueden participar en el mercado financiero en el período 1, el equilibrio resultante en el período 2 puede depender de la realización de una variable aleatoria que no tiene ninguna relación con los fundamentos económicos. Llaman a la variable aleatoria una mancha solar y la asignación resultante es un "equilibrio de manchas solares".

### Ocurrencia de equilibrios
Gran parte del trabajo sobre los equilibrios de manchas solares tiene como objetivo probar la posible existencia de equilibrios que difieren de los equilibrios competitivos de un modelo dado, que pueden resultar de varios tipos de incertidumbre extrínseca. El marco de equilibrio de las manchas solares proporciona una base para el modelado de expectativas racionales del exceso de volatilidad (volatilidad resultante de fuentes distintas de la aleatoriedad en los fundamentos económicos). Los equilibrios adecuados de las manchas solares pueden existir en una serie de situaciones económicas, incluida la información asimétrica, las externalidades en el consumo o la producción, la competencia imperfecta, los mercados incompletos y las restricciones a la participación en el mercado.

## Las manchas solares y la escuela de la indeterminación en macroeconomía
El ejemplo de Cass Shell se basa en el hecho de que los modelos de equilibrio general a menudo poseen equilibrios múltiples. Cuando esto ocurre, siempre hay un número impar de equilibrios. Cass y Shell construyen un ejemplo con tres equilibrios en el período 2 y mostraron que, si un subconjunto de personas no puede negociar valores financieros en el período 1, existen equilibrios adicionales que se construyen como aleatorizaciones entre los equilibrios múltiples del modelo original. Si, por el contrario, todos están presentes en el período 1, estas aleatorizaciones no son posibles como consecuencia del primer teorema de la economía del bienestar (Teoremas fundamentales de la economía del bienestar). Aunque el modelo era simple, el supuesto de participación limitada se extiende a todos los modelos dinámicos basados en el modelo de generaciones superpuestas.
Los equilibrios de manchas solares son importantes porque introducen la posibilidad de que una incertidumbre extraña pueda causar ciclos económicos. El primer artículo en explotar esta idea se debe a Azariadis, quien introdujo el término "profecía autocumplida", un término que tomó prestado de Robert K. Merton, para referirse a un modelo dinámico completo en el que las fluctuaciones económicas surgen simplemente porque la gente cree que ocurrirán. La idea fue extendida por Roger Farmer y Michael Woodford a una clase de modelos autorregresivos y forma la base de la Escuela de Indeterminación en Macroeconomía.
Los equilibrios de manchas solares están estrechamente relacionados con la posibilidad de indeterminación en modelos económicos dinámicos. En un modelo de equilibrio general con un número finito de mercancías, siempre hay un número finito impar de equilibrios, cada uno de los cuales está aislado de todos los demás equilibrios. En modelos con un número infinito de productos básicos, y esto incluye la mayoría de los modelos dinámicos, un equilibrio puede caracterizarse por una secuencia acotada de vectores de precios. Cuando el conjunto de comerciantes cambia con el tiempo, como debe ocurrir en cualquier modelo con nacimiento y muerte, hay típicamente conjuntos abiertos de equilibrios indeterminados donde, arbitrariamente cerca de un equilibrio, hay otro. 
Aunque el trabajo inicial en el área se realizó en el contexto del modelo de generaciones superpuestas, Jess Benhabib y Farmer y Farmer y Guo demostraron que los modelos de agentes representativos con rendimientos crecientes a escala en la producción también conducen a modelos de ciclo económico impulsados por profecías autocumplidas.